# Picot garser petit

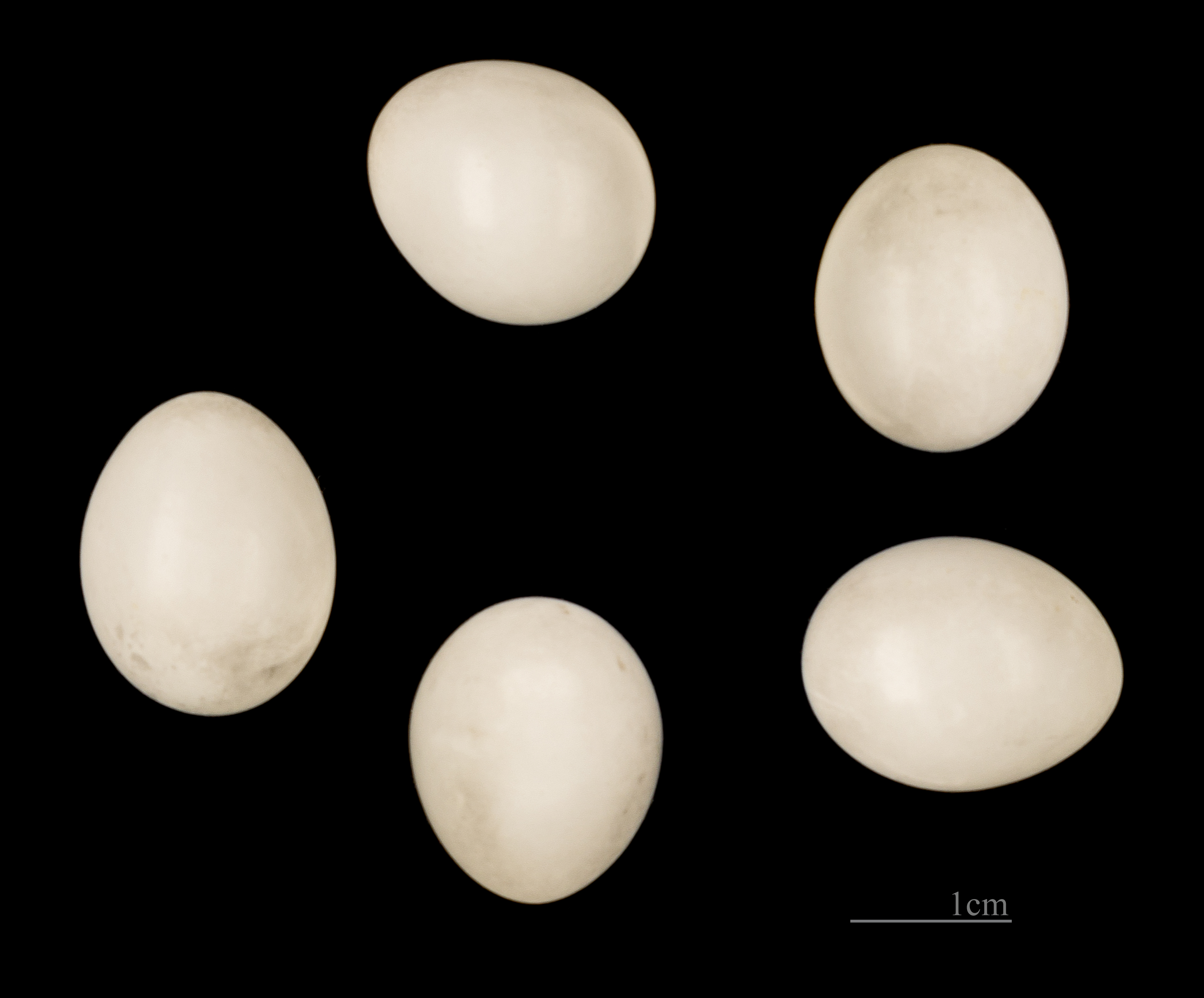
Dendrocopos minor

El picot garser petit (Dendrocopos minor) és un membre dels ocells picots de la família Picidae. De vegades assignat al gènere Picoides.
La distribució d'aquest picot és a la regió Paleàrtica amb algunes subespècies.

## Descripció
Pels seus hàbits d'estar dalt d'arbres a vegades passa desapercebut però se l'identifica per tenir barres amples en les ales i barres més estretes a l'esquena.